# دیوید بورناز
دیوید بورناز (به انگلیسی: David Boreanaz) (زاده ۱۶ مه ۱۹۶۹) بازیگر آمریکایی است. او بیشتر به خاطر بازی در سریال‌های تلویزیونی مانند بافی قاتل خون‌آشام‌ها، ولنتاین، آنجل، خیریه انسان رنجور، فرزندان توانا، کلاغ: دعای شیطانی و استخوان‌ها شناخته می‌شود.

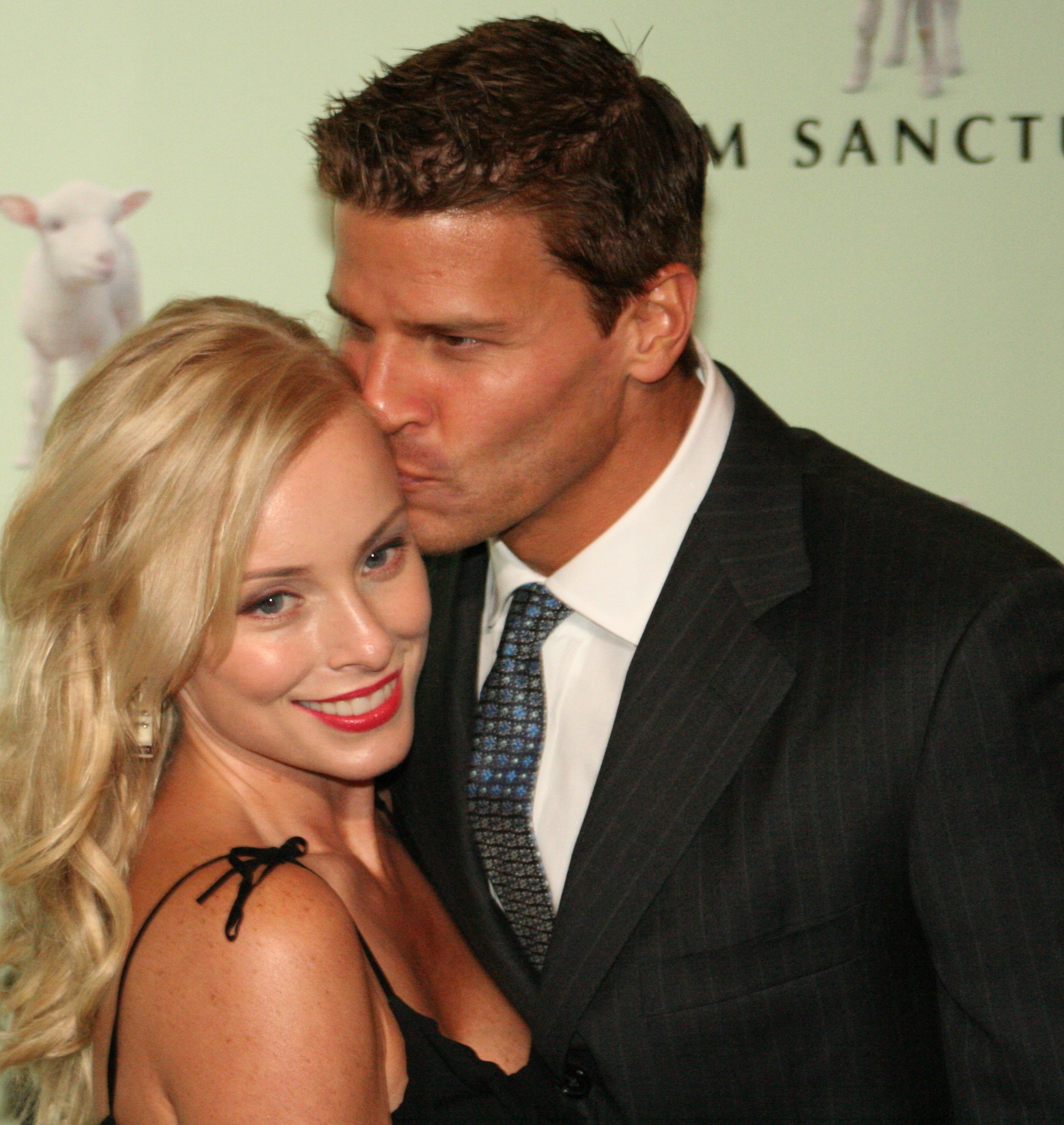
جیمی برگمن، دیوید بورناز